# Тухолла, Кете
Кете Тухолла (нем. Käthe Tucholla, урождённая Шефлер англ. Scheffler; 10 января 1910, Берлин — 28 сентября 1943, там же) — немецкая антифашистка, участница движения Сопротивления в Германии. Член подпольной организации «Красная капелла».

## Биография
После окончания школы работала секретарём, в свободное время играла в хоккей на траве в клубе Спарта Лихтенберг, который входил в спортивное рабочее движение Германии. Там она познакомилась с будущим мужем футболистом Феликсом Тухоллой. Феликс Тухолла был активным членом Коммунистической партии Германии, познакомил её с политической деятельностью коммунистов. Оба стали членами «Общества рабочего красного спорта» (Kampfgemeinschaft für Rote Sporteinheit).
После прихода к власти в Германии национал-социалистов в 1933 году Кете и её муж вошли в группу антифашистского сопротивления во главе с Робертом Уригом и приняли участие в распространении нелегальной антифашистской литературы, предоставляли жильё преследуемым антифашистам. Кете была курьером, побывала во многих городах Германии.
25 июля 1942 года гестапо арестовало Кете, 28 июля был арестован Феликс Тухолла. 17 августа 1943 года Народный суд приговорил их к смертной казни через повешение. Приговор в отношении Кете был приведен в исполнение 28 сентября 1943 года, а Феликса — 8 сентября 1943 года в тюрьме Берлин-Плётцензее.

## Память
- Бывшая Площадь Виктории в Берлине в 1951 году была названа в её честь «Tuchollaplatz».
- В 1953 году была установлена мемориальная доска на доме, в котором жили Кете и Феликс Тухолла.
- Берлинский стадион носил название Käthe-Tucholla.
- В 1963 году почта ГДР выпустила марку с изображением Кете Тухолла.